# Hydrochus angustatus
Hydrochus angustatus är en skalbaggsart som beskrevs av Ernst Friedrich Germar 1824. Hydrochus angustatus ingår i släktet Hydrochus, och familjen gyttjebaggar. Arten har ej påträffats i Sverige.